# باد زودن-آلندورف
باد زوندن الندورف (بالألمانية: Bad Sooden-Allendorf) هي بلدة، location with spa، مدينة وبلدة ألمانية تقع في ألمانيا في Werra-Meißner-Kreis. يقدر عدد سكانها بـ 8,782 نسمة .

## المدن التوأمة
مدن باد فرانكن‌هاوزن كيفرهويزر ولانديفيزيو هي مدن توأمة لـباد زوندن الندورف.

## أعلام
- جيرهارد ريتتير
- لودويغ ريهن